# Saint-Erblon, Ille-et-Vilaine

Saint-Erblon este o comună în departamentul Ille-et-Vilaine, Franța. În 1 ianuarie 2022 avea o populație de 3.615 de locuitori.